# Tårrajaure
Tårrajaure är en sjö i Jokkmokks kommun i Lappland och ingår i Luleälvens huvudavrinningsområde. Sjön har en area på 4,35 kvadratkilometer och ligger 361,9 meter över havet. Sjön avvattnas av vattendraget Appokälven.

## Delavrinningsområde
Tårrajaure ingår i det delavrinningsområde (737316-167543) som SMHI kallar för Utloppet av Tårrajaure. Medelhöjden är 379 meter över havet och ytan är 17,1 kvadratkilometer. Räknas de 26 avrinningsområdena uppströms in blir den ackumulerade arean 334,73 kvadratkilometer. Appokälven som avvattnar avrinningsområdet har biflödesordning 3, vilket innebär att vattnet flödar genom totalt 3 vattendrag innan det når havet efter 232 kilometer. Avrinningsområdet består mestadels av skog (47 procent) och sankmarker (18 procent). Avrinningsområdet har 4,44 kvadratkilometer vattenytor vilket ger det en sjöprocent på 26 procent.